# 納特里斯角
57°48′S 26°22′W / 57.800°S 26.367°W
納特里斯角是南極洲的海岬，位於南桑威奇群島的桑德斯島東端，在1819年由俄羅斯探險隊繪入地圖，現時由南極條約體系管理。